# التواء المفصل
التواء المفصل أو (الوثء أو الوثي) (بالإنجليزية: Sprain)‏ هو إصابة رباط المفصل أو وتر العضل القريب من المفصل، وينتج عادةً عن إصابة رضّية، بالتالي فهو إصابة الأربطة وهي أنسجة ضامة كثيفة وقابلة للتمدد تربط العظام ببعضها عند التقائها بالمفصل تمدده أكثر من قدرته الطبيعية وقد تسبب تمزقه.تحدث عادة نتيجة حركة مفاجئة عن السقوط أو القفز أو الالتواء الحاد تفوق المدى الطبيعي للمفصل، والوثء قد يسبب فقدان الحركة وقد يحتاج لعلاج جراحي., والوثء بطبيعة الإصابة يشبه تمزق الوتر وهو نسيج مكون من الياف عضلية التي تربط العضلات بالعظام، من أكثر أنواع الوثء شيوعا التواء الكاحل.

## درجة الإصابة
بالرغم من انه في بعض حالات الإصابة بالالتواء يمكن معرفة درجة الإصابة من خلال العوارض الظاهرة، الا أنه يفضل استخدام جهاز تصوير بالرنين المغناطيسي
1. الدرجة الأولى من الإصابة هي عبارة عن التواء بسيط أو تمزق طفيف بالاربطة.
2. الدرجة الثانية هي تمزق بالاربطة مصحوب بألم وتورم المفصل.
3. الدرجة الثالثة هي قطع كامل بالاربطة
4. الدرجة الرابعة، وهي الاشد خطورة، هي قطع كامل بالاربطة مصحوب بكسر اجزاء من العظم الملتصقة به، وهذه الدرجة تتطلب إجراء عملية جراحية.

## العلامات والأعراض
1. ألم شديد.
2. التهابات.
3. تورم المفصل أو الطرف القريب من الإصابة.
4. كدمات.
5. عدم القدرة على تحريك العضو المصاب.
6. نقص في مرونة وفاعلية الاربطة بعض الإصابة.

## التشخيص

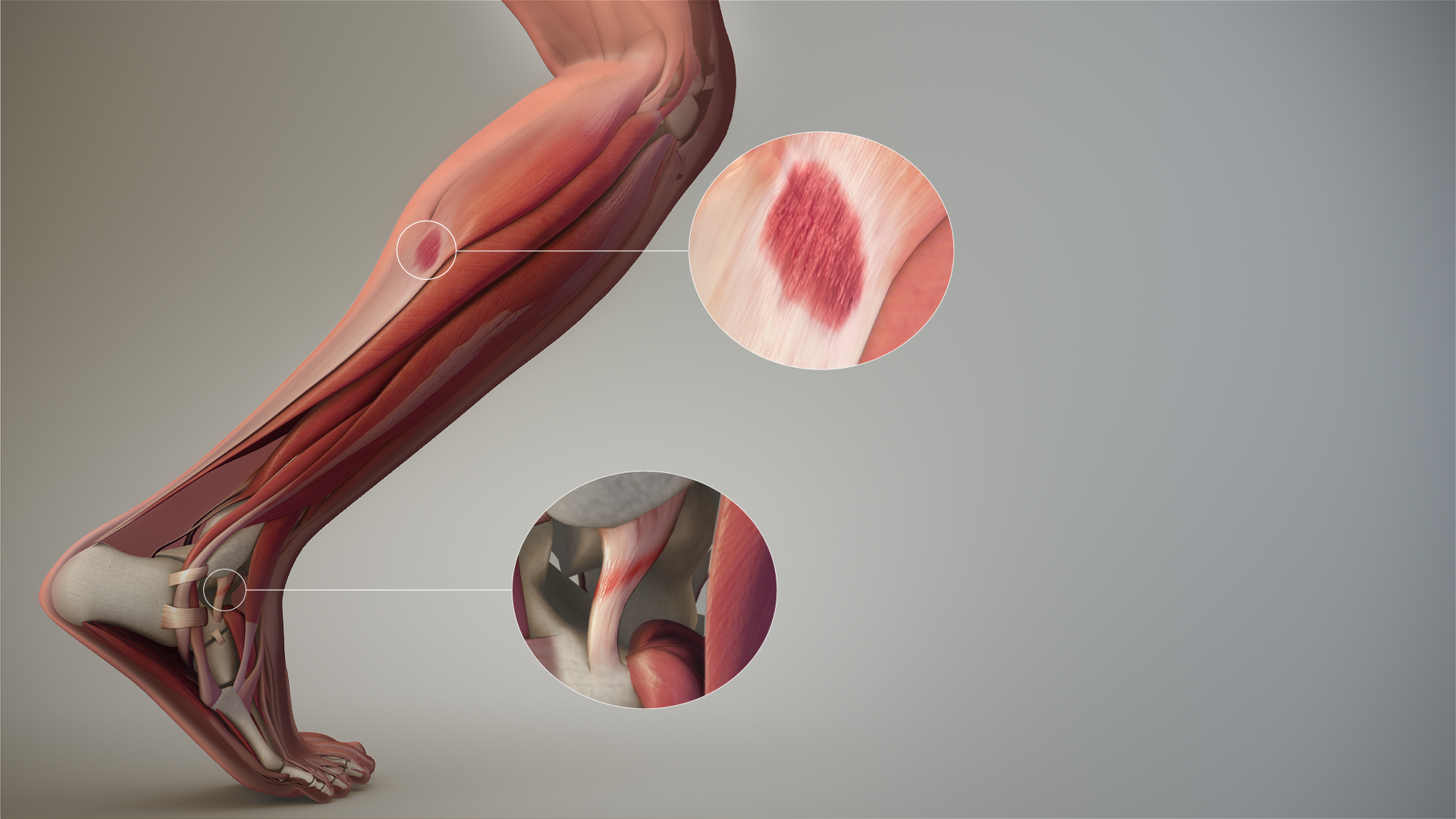
صورة تشريحية توضح التواء المفصل

يتم التشخيص بعد فحص بدني، وغالباً ما تطلب أشعة سينية للمفصل المتضرر للتأكيد من عدم وجود أي انكسار في العظام.
أمّا إذا كانت الإصابة الرّضّية أعنف، فقد تقتلع الرّباط من منبته العظمي بل قد يصاحبها كسر، وهنا يكون الالتواء خطير ويعالج بلفائف جبصية، وأحيانا بتدخّل جراحي ليعيد إلصاق الرّباط، (أمّا الانخلاع المفصلي فهو زيغان للسّطح المفصلي)، وهو إمّا انخلاعا بسيطا يسبّب زحزحة للسّطح المفصلي دون مفارقة للسّطح المقابل، وإمّا انخلاعا خطيرا يسبّب زيغانا كاملا يفرق سطحي المفصل، يهمّ الكتف والمرفق.
أمّا انخلاع فقرات الجذع فيقتضي تمدّدا لـلأربطة وكسرا للشّوك. هناك أيضا الانخلاع الخِلقي الورك أي زيغان مدور الفخذ عن حقّه، يصيب الرّضيع لعدم عمق الحُقّ (لم يكتمل نموّه بعد!) يشجّع على ذلك العادة القديمة في قماط مقيّد للرّضيع على شكل المومياء.